# Spartacus: Răzbunarea
Spartacus: Răzbunarea  (Spartacus: Vengeance) este numele celui de-al doilea sezon al serialului neozeelandez Spartacus produs de canalul  Starz TV, continuând acțiunea din Spartacus: Nisip însângerat. A avut premiera la 27 ianuarie și a fost transmis în premieră până pe 30 martie 2012. Rolul titular este interpretat de Liam McIntyre, care l-a înlocuit pe Andy Whitfield după ce acesta s-a îmbolnăvit și ulterior a decedat. Prezintă povestea lui Spartacus după ce-l ucide pe stăpânul său Batiatus și evadează din școala de gladiatori (în latină ludus). Actorii care apar în primul sezon și reapar în Spartacus: Răzbunarea sunt Lucy Lawless ca Lucretia, Peter Mensah ca Oenomaus, Manu Bennett ca Crixus, Nick E. Tarabay ca Ashur, Viva Bianca ca Ilithyia și Craig Parker ca Gaius Claudius Glaber. Dustin Clare reinterpretează rolul său ca Gannicus din Spartacus: Zeii Arenei, prequel al Spartacus: Nisip însângerat.
La 6 iunie 2012 Starz și Anchor Bay Entertainment au anunțat că sezonul va fi distribuit la 11 septembrie 2012 în format DVD și Blu-ray într-un pachet promoțional cu trei discuri. Un al treilea final și ultimul a fost anunțat că va apare în 2013, fiind dezvăluit că se va numi Spartacus: War of the Damned.

## Lista episoadelor
1. (14) "Fugitivus", 27 ianuarie 2012
2. (15) "A Place in This World", 3 februarie 2012
3. (16) "The Greater Good", 10 februarie 2012
4. (17) "Empty Hands", 17 februarie 2012
5. (18) "Libertus", 24 februarie 2012
6. (19) "Chosen Path", 2 martie 2012
7. (20) "Sacramentum", 9 martie 2012
8. (21) "Balance", 16 martie 2012
9. (22) "Monsters", 23 martie 2012
10. (23) "Wrath of the Gods", 30 martie 2012